# Caner Cavlan
Caner Cavlan (sinh 5 tháng 2 năm 1992) là một cầu thủ bóng đá Hà Lan thi đấu ở vị trí hậu vệ trái cho câu lạc bộ Thổ Nhĩ Kỳ Boluspor.

## Sự nghiệp câu lạc bộ
Anh nổi tiếng với kỹ năng chuyền bóng. Cavlan cũng là chuyên gia đá phạt trực tiếp. Anh ra mắt De Graafschap trong trận đấu trên sân khách trước AZ khi thay Sjoerd Overgoor trong hiệp hai. Anh chuyển đến Heerenveen mùa hè 2015.
Heerenveen cho mượn anh đến đội bóng hạng hai Thổ Nhĩ Kỳ Şanlıurfaspor vào tháng 1 năm 2017.